# Great Palmiste River
Great Palmiste River är ett vattendrag i Grenada.   Det ligger i parishen Saint John, i den västra delen av landet, 9 km norr om huvudstaden Saint George's. Great Palmiste River ligger på ön Grenada.